# Stadio Tonino Benelli
Das Stadio Tonino Benelli ist ein Fußballstadion in der italienischen Hafenstadt Pesaro, Region Marken. Es ist die Hauptsportanlage der Hauptstadt der Provinz Pesaro und Urbino und wird vom Fußballclub Vis Pesaro genutzt. Sie bietet 4898 Sitzplätze.

## Geschichte
Der Initiator des Baus war Romolo Rifelli, Bauunternehmer und Vereinspräsident, der die Anlage bauen ließ. Sie wurde 1927 eingeweiht. Vis Pesaro zog vom Gelände an der Baia Flaminia in die neue Heimat, wo sie bis heute zu ihren Heimspielen antritt. Ursprünglich umschloss eine Radrennbahn das Spielfeld aus Naturrasen. Die Sportstätte besitzt zwei Längstribünen, die mit roten und weißen Kunststoffsitzen ausgestattet sind. Die Flutlichtanlage auf vier Masten in den Stadionecken beleuchten das Fußballstadion. Auf der zum Teil überdachten Haupttribüne finden die Gästefans ihre Plätze. Direkt hinter ihr liegt ein weiteres Fußballfeld. Die Fans von Vis Pesaro haben ihren Platz auf der Gegentribüne unter freiem Himmel. Die Tribüne aus Stahlrohr wurde vor den alten Rängen aus Beton aufgestellt. Das Stadion ist nach dem italienischen Motorradrennfahrer Antonio „Tonino“ Benelli benannt, der bei einem Verkehrsunfall ums Leben kam. Tonino Benelli war einer der sechs Brüder, die 1911 in Pesaro die Garage Benelli gründeten, aus der sich der Motorradhersteller Benelli entwickelte.